# アンソニー・ウッドヴィル (第2代リヴァーズ伯爵)
第2代リヴァーズ伯爵アンソニー・ウッドヴィル（英: Anthony Woodville, 2nd Earl Rivers KG、1440年頃 - 1483年6月25日）は、薔薇戦争期のイングランドの貴族・政治家。初代リヴァーズ伯爵リチャード・ウッドヴィルとジャケット・ド・リュクサンブール夫妻の長男で、イングランド王エドワード4世の妃エリザベス・ウッドヴィルは姉、エドワード5世は甥に当たる。

## 生涯
薔薇戦争初期は父と共にランカスター派に仕え1461年のタウトンの戦いに参戦していたが、以後はヨーク派のエドワード4世に忠誠を誓い、1464年に姉エリザベスが王妃になるとエドワード4世の義弟となり父共々王に引き立てられ、1467年にエドワード4世の妹マーガレット・オブ・ヨークとブルゴーニュ公シャルルの結婚を取り纏め両国を結び付けた。更に翌1468年にポーツマス港長官、1469年にはカレー副総督などを歴任したが、ウッドヴィル家の重用に反感を抱いていた第16代ウォリック伯爵リチャード・ネヴィルが反乱を起こしエッジコート・ムーアの戦いで敗れたエドワード4世は幽閉され、父と弟ジョンがウォリック伯に処刑された。
処刑された父のリヴァーズ伯位を継いだが、一旦エドワード4世と和睦したウォリック伯が翌1470年にランカスター派と結託して再度反乱を起こすと、エドワード4世と弟のグロスター公リチャード（後のリチャード3世）、初代ヘイスティングス男爵ウィリアム・ヘイスティングス共々ブルゴーニュへ亡命、1471年にブルゴーニュからの支援を得たエドワード4世のイングランド上陸にも同行しバーネットの戦いに参戦、戦後はロンドンに残り防衛軍を指揮、襲撃して来たランカスター派からロンドンを守り抜いた。1473年にはチーフバトラーに任じられエドワード王太子（後のエドワード5世）の養育を託された。
しかし、カレー副総督を巡り次第にヘイスティングス男爵と関係が悪化、甥（姉と先夫の長男）の初代ドーセット侯爵トマス・グレイや弟エドワードなど他のウッドヴィル一族もヘイスティングス男爵と対立する中、1483年4月9日にエドワード4世が死去、イングランド西部ラドロー城にいたリヴァーズ伯はエドワード5世を擁して戴冠式を行うべく、2000人の護衛兵を率いてロンドンへ向かった。ところが、途中でグロスター公・バッキンガム公ヘンリー・スタッフォード（妹キャサリンの夫）と29日に会見したが、翌30日に謀反人としてドーセット侯の弟リチャード・グレイらと共に捕らえられた。グロスター公らに対するウッドヴィル家の抵抗や権力闘争などで処刑は実行されなかったが、6月25日にグロスター公の命令でポンテフラクトで処刑された（ドーセット侯の逃亡という非常事態が引き金になったとされる）。先立つ13日に政敵ヘイスティングス男爵もグロスター公に処刑され、リヴァーズ伯処刑と同日にエドワード5世は廃位、ウッドヴィル家も政界から排除され、グロスター公がリチャード3世に即位した。
優れた文化人としての一面もあり、リヴァーズ伯がフランス語から訳した文書『哲学者名言集』は、彼が庇護していた出版業者ウィリアム・キャクストンが印刷・出版した。また歴史家ドミニク・マンチーニはリヴァーズ伯を「親切、真面目、公正な男で、人生の浮き沈みで試験された人物である」「どんなに栄達しても誰にも害をなさず、むしろ他者への善行を重ねていた」と過剰に称賛しているが、史実のリヴァーズ伯はヘイスティングス男爵の対立があるため事実でなく、マンチーニもリヴァーズ伯を処刑したリチャード3世を悪人として糾弾し彼と対比して評価しているため、割引いて考える必要がある。

## 子女
エリザベス・ド・スケールズ（Elizabeth de Scales、第7代スケールズ男爵トーマス・スケールズの娘）と結婚した。この結婚に伴い、アンソニーは妻の権利によりスケールズ男爵となった。次にヘンリー・ルイスの娘メアリーと再婚、どちらの結婚でも子供は生まれなかった。そのためアンソニーの死後、爵位は弟で父と同名のリチャード・ウッドヴィルが継承したが、庶子マーガレットはロバート・ポインツと結婚した。